# Raúl (cantante)
Raúl Fuentes Cuenca (Vitoria, Álava, País Vasco, 9 de febrero de 1975), más conocido como Raúl, es un cantante español. Se dio a la fama en la preselección española para Eurovisión de 2000. En 2003, la discográfica Muxxic le otorgó el Disco de Diamante por las ventas de un millón de copias pertenecientes a sus tres primeros discos Sueño su boca, Haciendo trampas y As de corazones.

## Carrera musical
Raúl saltó a la fama tras su participación en el concurso Eurocanción 2000, organizado por TVE a fin de escoger representante para el Festival de la Canción de Eurovisión 2000 con la canción Sueño su boca. Quedó en segunda posición por detrás de Serafín Zubiri, que fue el elegido.
En aquel año, Sueño su boca fue una de las canciones denominadas "del verano". Ese año fue nominado a un Premio Amigo y ganó un Premio de la Música como artista revelación y se editó en otros países europeos. Su sencillo "Baila" también fue un éxito de ventas durante el año de 2000.
En 2001 publicó su segundo álbum, Haciendo Trampas, que fue número #1 en la lista de ventas española, "Prohibida" y "Me provocas" fueron los temas con el que triunfaron en aquella ocasión, en cuyo videoclip colaboró la modelo Lorena Bernal. 
En 2002 grabó la banda sonora de la película de animación Spirit: El corcel indomable.
En 2003 publicó As de corazones con la colaboración de Kike Santander, con canciones como "As de corazones" y "Sigo vivo. En el verano del mismo año lanza una remezcla de "As de corazones".

### 2005-presente
En el verano de 2005 salió a la venta el cuarto álbum de estudio, Ya no es ayer. Su primer sencillo fue "Lloro por ti".
En 2007 lanza su quinto álbum de estudio, Una vida, cuyo primer sencillo fue "Bombón".
En Navidad de 2009 lanzó el tema "Navidad en ti", del que además de intérprete es autor, realizando actuaciones televisivas, entre ellas en varios programas especiales de Nochevieja.
En julio de 2010 colaboró a dúo con la cantante canaria Geno Machado, con el tema "A golpes de amor".
En junio de 2011 lanza su disco "Contramarea", en el que Raúl cambia totalmente de registro y muestra su potencial vocal. Gracias a su primer sencillo, "Se nos rompió el amor", un tributo a Rocío Jurado, vuelve a colocarse en las listas de ventas y promocionarse en la radio y televisión.
El 8 de junio de 2016 Raúl presenta en el programa de Telecinco Sálvame su nuevo trabajo discográfico, "El mundo es para ti" compuesto y producido por Marc Martin.
En 2016 fue galardonado con el Premio Latino de Oro a la Trayectoria Masculina. 
En junio de 2017 lanza el sencillo y videoclip, Me hace falta tu amor, con la colaboración de Miguel Sáez.
En noviembre de 2018 publica Quisiera que tú me quisieras. El videoclip de este sencillo se grabó íntegramente en la provincia de Cádiz.
Su último trabajo es el sencillo Contigo soñando, acompañado del correspondiente videoclip grabado en esta ocasión en Málaga.

## Discografía

### Álbumes de estudio
| Fecha de lanzamiento | Álbum            | Discográfica | Posición en lista | Certificación |
| Fecha de lanzamiento | Álbum            | Discográfica | España            | Certificación |
| -------------------- | ---------------- | ------------ | ----------------- | ------------- |
| 2000                 | Sueño su boca    | Horus        | 2                 | 4× 400 000    |
| 2001                 | Haciendo trampas | Muxxic       | 1                 | 2× 200 000    |
| 2003                 | As de corazones  | Muxxic       | 7                 | 50 000        |
| 2005                 | Ya no es ayer    | Universal    | 21                | —             |
| 2007                 | Una vida         | Horus        | —                 | —             |
| 2011                 | Contramarea      | Krik Music   | 70                | —             |

### Otros álbumes
- 2000: Remixes y Unplugged. Horus.
- 2004: As de corazones remixes. Horus.

### Colaboraciones
- 2010: A golpes de amor. Dueto con Geno Machado.

### Sencillos
- 2000: Sueño su boca
- 2000: Baila
- 2000: Maldito corazón
- 2000: Es por ella
- 2001: Fue una locura
- 2001: Prohibida
- 2002: Quiero
- 2002: Me provocas
- 2003: Con un bolero
- 2003: As de corazones
- 2003: Sigo Vivo
- 2004: Voy a encontrar otro amor
- 2005: Lloro por ti
- 2006: Será será
- 2007: Bombón
- 2008: Una vida
- 2009: Navidad en ti
- 2010: A golpes de amor (junto a Geno Machado)
- 2011: Se nos rompió el amor
- 2011: Maldita Cobarde
- 2012: Contramarea
- 2013: Sálvame
- 2016: El mundo es para ti
- 2017: Quiéreme como soy
- 2017: Me hace falta tu amor
- 2018: Quisiera que tú me quisieras

### Videografía
- 2001: Sueño su boca
- 2001: Baila
- 2001: Es por ella
- 2002: Prohibida
- 2002: Quiero
- 2002: Me provocas
- 2003: As de corazones
- 2003: Sigo Vivo
- 2005: Lloro por ti
- 2007: Bombón
- 2009: Navidad en ti
- 2010: A golpes de amor (junto a Geno Machado)
- 2011: Se nos rompió el amor
- 2011: Maldita Cobarde
- 2013: Sálvame
- 2016: El mundo es para ti
- 2017: Quiéreme como soy
- 2017: Me hace falta tu amor
- 2018: Quisiera que tú me quisieras
- 2019: Contigo Soñando
- 2021: Contigo Soñando (Salsa)